# لارابتسو
لارابتسو (اسپانیایی: Larrabetzu‎) یک شهرک در استان بیسکای واقع در منطقه خودمختار سرزمین باسک در اسپانیاست.